# Vaccí conjugat
Els vaccins conjugats o vacunes conjugades combinen un antigen feble amb un antigen fort com a portador de manera que el sistema immunitari tingui una resposta més forta a l'antigen feble.
Les vacunes s'utilitzen per prevenir malalties invocant una resposta immunitària a un antigen, la part estranya a l'organisme d'un bacteri o virus que el sistema immunitari reconeix. Això es realitza normalment amb una versió atenuada o morta d'un bacteri o virus patògens en la vacuna, de manera que el sistema immunitari pot reconèixer l'antigen més tard a la vida. Moltes vacunes contenen un únic antigen que el cos reconeixerà.
Tot i això, l'antigen d'alguns bacteris patògens no provoca una resposta forta del sistema immunitari, de manera que una vacunació contra aquest dèbil antigen no protegiria la persona més tard a la vida. En aquest cas, s'utilitza una vacuna conjugada per invocar una resposta del sistema immunitari contra l'antigen feble. En una vacuna conjugada, l'antigen feble s'uneix de forma covalent a un antigen fort, provocant així una resposta immunitària més forta a l'antigen feble. El més freqüentment, l'antigen feble és un polisacàrid que s'uneix a un antigen proteic fort. Tot i això, també s'han desenvolupat conjugats de pèptids amb proteïnes i proteïnes amb proteïnes.

## Exemples
Les vacunes conjugades més utilitzada són
- Antipneumocòccica conjugada decavalent (vacuna Pn10), contra el pneumococ.
- Antipneumocòccica conjugada 13-valent (vacuna Pn13), contra el pneumococ.
- Antimeningocòccica conjugada tetravalent, contra la infecció meningocòccica produïda per Neisseria meningitidis dels serogrups A, C, W i Y.
- Anti-meningococ C conjugada, contra la infecció meningocòccica produïda per Neisseria meningitidis del serogrup C